# Northern Adventure
Die Northern Adventure ist eine Ro-Pax-Fähre der kanadischen Reederei BC Ferries.

## Geschichte
Die Fähre wurde unter der Baunummer 010 auf der Atsalakis-Werft in Perama, Griechenland, als Adamantios Korais gebaut. Die Kiellegung erfolgte am 25. September 2001, die Ablieferung am 19. Juli 2004.
Das Schiff kam Ende Juli 2004 für die italienische Reederei Tomasos Transport & Tourism in Neapel als Sonia zwischen Neapel und Olbia in Fahrt. Wegen eines Schadens am Antrieb musste das Schiff bereits kurze Zeit später zur Reparatur aus der Fahrt genommen werden. Im Dezember 2004 wurde es nach Trinidad und Tobago verchartert und bis Anfang 2006 zwischen Port of Spain und Scarborough eingesetzt. Im Jahr 2006 verkehrte die Fähre einige Monate als Sonia-X in Charter der spanischen Reederei Baleària zwischen Barcelona und Ibiza.
Im September 2006 wurde die Fähre für 34,5 Mio. Euro an British Columbia Ferry Services verkauft, die nach dem Untergang der Queen of the North im März 2006 einen Ersatz benötigten. Nach der Ankunft in Kanada im Dezember 2006 wurde die Fähre auf der Werft Victoria Shipyard umgebaut. Die unter die Flagge Kanadas gebrachte und in Northern Adventure umbenannte Fähre wird seit Ende März 2007 von BC Ferries zwischen Port Hardy auf Vancouver Island und Prince Rupert sowie Prince Rupert und Skidegate auf Graham Island eingesetzt. Zwischen Port Hardy und Prince Rupert nutzt die Fähre überwiegend die geschützte Inside Passage.

## Technische Daten und Ausstattung
Das Schiff wird von zwei MaK-Dieselmotoren des Typs 16M32C mit jeweils 8000 kW Leistung angetrieben. Die Motoren wirken über Untersetzungsgetriebe auf zwei Verstellpropeller. Das Schiff ist mit zwei Bugstrahlrudern mit 400 bzw. 330 kW Leistung ausgerüstet. Für die Stromerzeugung stehen zwei AEM-Wellengeneratoren des Typs SE400L4 mit jeweils 1000 kVA Scheinleistung sowie drei von Caterpillar-Dieselmotoren des Typs 3508B mit jeweils 856 kW Leistung angetriebene Caterpillar-Generatoren mit 1000 kVA Scheinleistung zur Verfügung. Weiterhin wurde ein von einem MAN-Dieselmotor des Typs D28A8LE201 mit 350 kW angetriebener Stamford-Generator mit 420 kVA Scheinleistung als Notgeneratorsatz verbaut.
Das Schiff war ursprünglich mit drei Fahrzeugdecks ausgestattet: Ein Fahrzeugdeck auf dem Hauptdeck (Deck 3) sowie je ein weiteres Fahrzeugdeck auf den Decks unterhalb und oberhalb des Hauptdecks (Deck 2 bzw. 4), von denen die Fahrzeugdecks auf Deck 3 und 4 von BC Ferries nach dem Umbau weiterhin genutzt werden. Insgesamt standen 352 Spurmeter zur Verfügung. Auf dem Hauptdeck stehen im hinteren Bereich fünf und im vorderen Bereich sechs Fahrspuren auf insgesamt 1815 m² Fläche zur Verfügung. Die nutzbare Höhe beträgt 4,4 Meter. Das oberhalb des Hauptdecks liegende Fahrzeugdeck bietet 310 m² Fläche bei einer nutzbaren Höhe von 2,17 Metern. Unterhalb dieses zusätzlichen Decks steht auf dem Hauptdeck nur eine nutzbare Höhe von 2,0 Metern zur Verfügung. Auf dem unterhalb des Hauptdecks liegenden Fahrzeugdecks standen zusätzlich 385 m² bei 1,9 Meter nutzbarer Höhe zur Verfügung. Das Fahrzeugdeck auf Deck 4 befindet sich im vorderen Bereich des Schiffes. Es ist durch zwei Rampen mit dem Hauptdeck verbunden. Die Fähre konnte 136 Pkw oder 26 Trailer und 36 Pkw befördern.
Das Fahrzeugdeck auf dem Hauptdeck war über zwei Heckrampen zugänglich. Die Rampen waren jeweils rund 7,1 Meter lang und 7,45 Meter breit. Davon waren 6,05 Meter für Be- und Entladung des Decks nutzbar. Die Zufahrtshöhe zum Hauptdeck betrug 4,4 Meter. Während des Umbaus Ende 2006/Anfang 2007 wurde die Zufahrt zum Hauptdeck an die in den anzulaufenden Häfen vorhandene Infrastruktur angepasst und die Heckrampen durch eine mittlere Heckrampe ersetzt.
Das Schiff ist mit zwei Flossenstabilisatoren ausgerüstet.
Vor dem Umbau betrug die Passagierkapazität der Fähre 740 Personen. Für sie standen auf Deck 5 insgesamt 82 Kabinen mit 320 Betten zur Verfügung – 78 Vierbett- und vier Doppelkabinen. Außerdem war auf Deck 7 im hinteren Bereich eine Ruhezone mit 100 Ruhesesseln eingerichtet. Die sonstigen Passagiereinrichtungen befanden sich auf Deck 6. Hier standen im vorderen Bereich ein Aufenthaltsbereich mit Sitzgelegenheiten, im mittleren Bereich ein Restaurant sowie im hinteren Bereich ein Selbstbedienungsrestaurant zur Verfügung.
Für die Schiffsbesatzung standen 66 Betten in 45 Kabinen zur Verfügung, die sich auf die Decks 6, 7 und 8 verteilten. Insgesamt standen 24 Einzel- und 21 Doppelkabinen zur Verfügung. Die übliche Besatzungsstärke betrug 60 Personen.
Auf Deck 5 befindet sich der Großteil der Kabinen für die Passagiere sowie im vorderen Bereich ein Teil der Kabinen für die Besatzungsmitglieder. Weitere Passagierkabinen befinden sich im vorderen Bereich auf Deck 7. Nach dem Umbau stehen 74 Kabinen für Passagiere zur Verfügung (an anderer Stelle ist von 55 Passagierkabinen die Rede). Der größte Teil von Deck 7 ist der Schiffsbesatzung vorbehalten. Auf Deck 6 befinden sich unter anderem Aufenthaltsräume mit Ruhesesseln für die Passagiere, ein Bereich mit Spielmöglichkeiten für Kinder sowie ein Selbstbedienungsrestaurant und die Küche. Außerdem stehen Getränke- und Snackautomaten zur Verfügung. Offene Deckbereiche befinden sich auf Deck 6 im Heckbereich des Schiffes, auf Deck 7 an den Seiten und im Heckbereich sowie auf Deck 8. Die offenen Deckbereiche im Heckbereich auf Deck 6 und 7 sind zu einem großen Teil überdacht. Auf Deck 7 befindet sich im hinteren Bereich im Bereich des Sonnendecks ein überdachtes Café. Die Brücke des Schiffs befindet sich im vorderen Bereich auf Deck 8. Sie ist über die gesamte Breite geschlossen und reicht zur besseren Übersicht etwas über die Schiffsbreite hinaus.